# ديمتريس كونستانتيدس
ديمتريس كونستانتيدس (باليونانية: Δημήτρης Κωνσταντινίδης)‏ (2 يونيو 1994 بكورينوس في اليونان - ) هو لاعب كرة قدم يوناني في مركز الدفاع. شارك مع منتخب اليونان تحت 17 سنة لكرة القدم ومنتخب اليونان تحت 19 سنة لكرة القدم ومنتخب اليونان تحت 20 سنة لكرة القدم ومنتخب اليونان تحت 21 سنة لكرة القدم. أما مع النوادي، فقد لعب مع نادي باوك وAiginiakos F.C. ‏.

## روابط خارجية
- ديمتريس كونستانتيدس على موقع قاعدة بيانات كرة القدم.إي يو (الإنجليزية)
- ديمتريس كونستانتيدس على موقع Soccerway.com (الإنجليزية)
- ديمتريس كونستانتيدس على موقع AS.com (الإسبانية)